# Meroplius trispinifer
Meroplius trispinifer är en tvåvingeart som beskrevs av Ozerov 1999. Meroplius trispinifer ingår i släktet Meroplius och familjen svängflugor. Inga underarter finns listade i Catalogue of Life.